# Alexander Lippisch
Alexander Martin Lippisch (2 de noviembre de 1894, Alemania,- 11 de febrero de 1976, Iowa, EE. UU.) fue un pionero alemán de la aerodinámica. Hizo aportes importantes al estudio de las 'alas volantes', las 'alas en delta' y el 'efecto suelo', su diseño más famoso es el caza Messerschmitt Me-163, propulsado por cohete (es decir un avión-cohete).

## Biografía
Lippisch nació en Munich, Baviera, Alemania; aseguró que su interés en la aviación vino a partir de haber asistido a una exhibición que hizo Orville Wright sobre el campo de Tempelhof, Berlín, en septiembre de 1909, pero pensó en seguir los pasos de su progenitor en la escuela de artes; ahí intervino la IGM: durante su servicio militar de 1915 a 1918, Lippisch tuvo la oportunidad de volar como fotógrafo y topógrafo aéreo.

### Aviones sin cola
Después de la guerra, Lippisch trabajó en la compañía Zeppelin, época en la que comenzó a interesarse por los aviones sin cola. Su primer diseño de ese tipo, un planeador, entró en producción en 1921, con el nombre Lippisch-Espenlaub E-2, construido por Gottlob Espenlaub. Esto fue el inicio de un programa de investigación que dio lugar a unos cincuenta diseños en los años 20 y 30. El aumento en la fama de Lippisch hizo que llegase a ser designado cabeza de la Rhön-Rossiten Gesellschaft (RRG), un grupo de investigación sobre planeadores.
El trabajo de Lippisch llevó a una serie de diseños 'sin cola' entre 1927 y 1933, numerados de Storch I - Storch IX (Cigüeña I-IX) (Que no estaban relacionados con el avión de gran éxito, con despegue y aterrizaje cortos -STOL- Fieseler Fi 156 Storch de la IIGM). Estos diseños generaron poco interés en el gobierno y en la industria privada; pese a eso, y en esa época, el avión de Lippisch 'Ente' (Pato) fue el primer aeroplano que voló propulsado por cohete.
Las experiencias con la serie Storch hicieron que Lippisch se centrase más en los diseños con ala en delta. El Delta I fue el primer avión con ala en delta y sin empenaje que voló en el mundo (1931), interés que produjo cinco aeronaves, numeradas Delta I -Delta V, construidas entre 1931 y 1939. En 1933, RGG se reorganizó como Deutsche Forschungsanstalt für Segelflug (Instituto alemán para el vuelo a vela, DFS), y los Delta IV y Delta V pasaron a llamarse DFS 39 y DFS 40 respectivamente.

### Proyectos en tiempos bélicos
A principios de 1939, el Reichluftfahrtsministerium (RLM, Ministerio de Aviación Alemán) destinó a Lippisch y a su equipo a trabajar en la factoría Messerschmitt, para diseñar un avión de caza muy rápido en torno a los motores cohete que estaba desarrollando entonces Hellmuth Walter. El equipo adaptó rápidamente su diseño más reciente, el DFS 194, a la propulsiòn por cohete, y el primer ejemplar voló con éxito a principios de 1940. Este fue el primer antecesor de lo que luego llegaría a ser el Messerschmitt Me 163 Komet.
Aunque estaba avanzado técnicamente, el Komet no demostró ser una arma eficaz, y hubo frecuentes enfrentamientos entre Lippisch y Messerschmitt. En 1943, Lippisch se trasladó al Instituto de Investigaciones Aeronáuticas de Viena (Luftfahrtforschungsanstalt Wien, LFW), para centrase en los problemas del vuelo a altas velocidades. Ese mismo año obtuvo el doctorado en ingeniería por la Universidad de Heidelberg.
Los estudios en túnel de viento de 1939 sugirieron que el ala en delta era una buena elección para el vuelo supersónico, y Lippisch se puso a trabajar en el diseño de un caza supersónico propulsado por estato-reactor, el Lipisch P.13a. Cuando acabó la guerra, el proyecto había producido solo un planeador para el desarrollo, el DM-1.

### Posguerra en los EE. UU.
Como muchos científicos alemanes, Lippisch fue deportado a los EE. UU. tras la guerra, en la 'Operation Paperclip'.
Los avances en el diseño de los motores a reacción hicieron que los diseños de Lippisch fuesen más factibles, y Convair se interesó en un diseño híbrido turbina/cohete que propusieron como F-92. Con la intención de adquirir experiencia en el pilotaje del ala en delta a velocidades altas, construyeron primero un avión experimental, el 7002, que fue el primer avión con ala en delta que voló con una turbina a reacción, el 9 de junio de 1948. Aunque la USAF dejó de interesarse en el F-92, dieron al nombre XF-92A al siguiente modelo experimental 7003. Eso llevó a Convair a proponer alas en delta para la mayoría de sus proyectos en los años 50 y hasta los 60, que incluyeron el F-102 Delta Dagger, el F-106 Delta Dart, y el B-58 Hustler.

### Efecto suelo
De 1950 a 1964, Lippisch trabajó para la Collins Radio Company en Cedar Rapids, Iowa, que tenía una división de aeronáutica. En esa época, sus intereses se trasladaron a los vehículos que utilizaban el 'efecto suelo'. Los resultados fueron un avión atípico de despegue y aterrizaje vertical (VTOL) (un aerodino) y un hidroavión hidro-ala experimental, el X-112, que voló en 1963, pero Lippisch contrajo un cáncer, y se despidió de Collins.
Cuando se recuperó en 1966, fundó su propia compañía de investigación, Lippisch Research Corporation, y llamó la atención del gobierno de la Alemania federal. Construyeron prototipos del aerodino y de los aparatos de efecto suelo RFB X-113 (1970) después el RFB X-114, pero no emprendieron desarrollos adicionales. La compañía Kierkhaefer Mercury se interesó también en sus aparatos de efecto suelo, y probó con éxito uno de sus diseños como 'Aeroskimmer', pero acabó perdiendo el interés.
Lippisch falleció en Cedar Rapids el 11 de febrero de 1976.

### Algunos de sus diseños
- Lippisch SG-38 Zögling, 1926
- Lippisch P.01-111, competidor del Messerchmitt Me-163 Komet en el Projekt X (David Masters: 'German Jet Genesis', Jane's 1982, ISBN 0 7106 0186 79)
- Lippisch Li P.04, un avión sin cola diseñado como competidor del Messerschmitt Me 329.
- Lippisch Li P.10, un diseño de bombardero sin cola de 1942.
- Lippisch P.11, diseñado para competir con el Horten Ho-IX en el concurso 1000 x 1000 x 1000 (Goebbels: 1000 kg de bombas, a 1000 km/h, a 1000 km de alcance), el Ho-IX de este concurso se convirtió en el Horten (Gotha) Ho-(Go)-229 al ganarlo.
- Lippisch Li P.13, 1943, diseño de bombardero en configuración tractor-impulsor.
- Lippisch P.13a, un interceptor único, con ala en delta y que iría propulsado por un estato-reactor.
- Lippsich P.13b, un aeroplano único, propulsado por un disco rotativo de lignito como combustible del sistema estato-reactor, debido a la escasez de combustibles de fines de la II GM en Alemania.
- Lippisch P.15, un desarrollo del Messerchmitt Me-163 Komet.
- El Aerodino Dornier de 1972, un banco de pruebas para un sistema VTOL, con alguna similitud al Harrier de despegue y aterrizaje vertical.  ,